# Digimon Digital Card Battle
Digimon Digital Card Battle (conocido como Digimon World: Digital Card Arena en Japón) es un videojuego para PlayStation basado en la franquicia Digimon. Este juego es muy diferente a los otros juegos de Digimon ya que es un juego totalmente basado en tarjetas. Los jugadores tienen una baraja de 30 cartas, que consta de diferentes Digimon, el apoyo para los mismos y las cartas de digievolución. El concepto de digievolución es similar al de los otros juegos, en el que se inicia con un digimon nivel Rookie (novato) y se termina con uno en etapa Ultimate. Los jugadores sacrifican los digimon en sus manos para obtener «puntos de digievolución» o PD. Cuando uno obtiene la suficiente cantidad de puntos para su digimon deseado, la digievolución es posible. Esto aporta un nuevo elemento táctico al juego: decidir qué cartas sacrificar.

## Digi-Piezas
A medida que él o los compañeros del jugador van subiendo de nivel, obtendrán Digi-piezas. Las mismas se pueden utilizar para modificar al compañero para que pueda impulsar los HP, el poder de ataque o el efecto del apoyo. Los otros pueden ser adquiridos por un cierto número golpes al oponente y la fusión del compañero del jugador.

## Publicación
Fue desarrollado y publicado por la empresa japonesa Bandai para la consola de Sony: PlayStation en Japón en 22 de diciembre de 1999, en Norteamérica en 21 de junio de 2001 y en Europa en 5 de julio de 2002.